# Черны, Ярослав
Ярослав Черны (чеш. Jaroslav Černý; 22 августа 1898, Пльзень, Австро-Венгрия — 29 мая 1970, Оксфорд) — чешский учёный-египтолог, профессор, доктор наук.

## Биография
С 1917 по 1922 год обучался в Карловом университете в Праге. Ученик знаменитого египтолога, основоположника чехословацкой египтологической школы Франтишека Лексы.
Доктор наук с 1929 года.
В 1925 году принимал участие в археологических раскопках в группе фиванских некрополей Дейр эль-Медина под руководством Бернарда Брюера.
В 1946 году был назначен профессором египтологии Университетского колледжа Лондона. С 1951 по 1965 год — профессор египтологии, преподаватель Оксфордского университета.
Специалист по иератическому письму. Проводил исследования литературных памятников древнеегипетского Нового царства и новоегипетского языка.
По завещанию ученого после его смерти, собранные им литературные находки Древнего Египта были переданы библиотеке Чешской института египтологии (ныне библиотека Ярослава Черны).

## Избранные публикации и труды
- Catalogue des ostraca hiératiques non littéraires de Deir el-Medineh, Kairo 1937—1970.
- Ostraca hiératiques, Kairo 1935. (Catalogue Général du Musée égyptien du Caire, 25501-25832.)
- Late Ramesside Letters, Brüssel 1939.
- Répertoire onomastique de Deir el-Médineh, Kairo 1949. в соавт. с B. Bruyère и J. J. Clère).
- The Inscriptions of Sinai, London 1952, 1955. (в соавт. с Alan H. Gardiner и T. Eric Peet).
- Paper & Books in Ancient Egypt, London.
- Ancient Egyptian Religion, London 1952 (1952, 1957).
- Hieratic Ostraca, Volume I. Oxford 1957.
- Egyptian Stelae in the Bankes Collection, Oxford 1958.
- Hieratic Inscriptions from the Tomb of Tutankhamun, Oxford 1965.
- A Community of Workmen at Thebes in the Ramesside Period, Kairo 1973.
- A Late Egyptian Grammar, Rom 1975 (1978, 1984). (в соавт. с Sarah Israelit Groll).
- Coptic Etymological Dictionary, Cambridge 1976.
- Papyrus hiératiques de Deir el-Médineh, Tome I. Kairo 1978.